# 프라이머스 (밴드)
프라이머스(Primus)는 미국의 록 밴드이다.